# بودوين زيندن
بودوين زيندن (بالهولندية: Boudewijn Zenden)‏، من مواليد 15 أغسطس 1976 في ماسترخت في هولندا، لاعب كرة قدم هولندي.
بدأ مسيرته الكروية مع نادي بي أس في آيندهوفن في عام 1993، ولعب معهم حتى عام 1998، وشارك معهم في 109 مباريات وسجل 32 هدف، وفي عام 1998 انتقل إلى نادي برشلونة الإسباني، ولعب معهم حتى عام 2001، وشارك معهم في 64 مباراة وسجل هدفين، وفي عام 2001 انتقل إلى نادي تشيلسي الإنجليزي، ولعب معهم حتى عام 2004، وشارك معهم في 43 مباراة وسجل 4 أهداف، وأعير في موسم 2003/2004 إلى نادي مدلزبرة الإنجليزي، ولعب معهم 31 مباراة وسجل 4 أهداف، وفي موسم 2004/2005 انتقل إلى نادي مدلزبرة الإنجليزي، ولعب معهم 36 مباراة وسجل 5 أهداف، عام 2005 انتقل إلى نادي ليفربول الإنجليزي وسجل هدفين في 23 مباراة لعبها مع الفريق. لكنه واصل ترحاله حيث انتقل صيف 2007 إلى نادي مرسيليا الفرنسي ليثبت نفسه كلاعب أساسي.
و قد لعب مع منتخب هولندا لكرة القدم بين عامي 1997 و2004، وشارك معهم في 54 مباراة وسجل 7 أهداف.

## مسيرته الكروية
لعب بودوين زيندن خلال مسيرته الاحترافية مع 7 أندية في سبعة عشر موسمًا وسجل خلالها 59 هدفًا ضمن 407 مباراة. حيث فاز في موسمين بالكأس وفي موسمين بالدوري.
خاض بودوين زيندن مسيرته مع نادي آيندهوفن في موسم 1994–95 ليلعب معه أربعة مواسم، مشاركًا في 109 مباراة سجل خلالها 32 هدفًا. ثم انتقل إلى نادي برشلونة في موسم 1998–99 واستمر معه طيلة ثلاثة مواسم، حيث شارك في 64 مباراة سجل خلالها هدفين. لينتقل بعدها إلى نادي تشيلسي في موسم 2001–02 ولمدة موسمين، مشاركًا في 43 مباراة سجل خلالها 4 أهداف. ثم انتقل إلى نادي ميدلزبره في موسم 2003–04 ولمدة موسمين، مشاركًا في 67 مباراة سجل خلالها 9 أهداف. هذا وانتقل لاحقًا إلى نادي ليفربول في موسم 2005–06 ولمدة موسمين، مشاركًا في 23 مباراة سجل خلالها هدفين. ثم انتقل بعدها إلى نادي أولمبيك مارسيليا في موسم 2007–08 ولمدة موسمين، مشاركًا في 54 مباراة سجل خلالها 6 أهداف. ليعود وينتقل من جديد، لكن هذه المرة إلى نادي سندرلاند في موسم 2009–10 ولمدة موسمين، مشاركًا في 47 مباراة سجل خلالها 4 أهداف.

## روابط خارجية
- بودوين زيندن على موقع الاتحاد الدولي (مؤرشف)  (الإنجليزية)
- بودوين زيندن على موقع الاتحاد الأوربي (الإنجليزية)
- بودوين زيندن على موقع قاعدة بيانات كرة القدم.إي يو (الإنجليزية)
- بودوين زيندن على موقع ناشيونال فوتبول تيمز (الإنجليزية)
- بودوين زيندن على موقع Soccerbase.com (لاعب) (الإنجليزية)
- بودوين زيندن على موقع عالم كرة القدم.نت (الإنجليزية)
- بودوين زيندن على موقع كووورة